# Kapitalski dobiček
Kapitalski dobiček je dobiček, dosežen z odsvojitvijo kapitala, in sicer nepremičnin in finančnega kapitala (vrednostnih papirjev in investicijskih kuponov).